# Isla Culebra (Malvinas)
La isla Culebra(51°09′S 60°24′O / -51.150, -60.400) (en inglés: Sedge Island) es una de las islas del archipiélago de las islas Malvinas. Emerge al norte de la isla Gran Malvina, al este de las islas Sebaldes, al noreste de la isla del Rosario, y al noroeste de la isla Trinidad. 
Está separada de la isla Los Hermanos por una distancia de unos 8 km, espacio que se halla sembrado de rocas y cachiyuyos, visibles a media marea. Es una isla de baja altitud y se encuentra cubierta de pastos y arbustos.
Los extremos oriental y occidental de este accidente geográfico son dos de los puntos que determinan las líneas de base de la República Argentina, a partir de las cuales se miden los espacios marítimos que rodean al archipiélago.
La isla es administrada por el Reino Unido como parte del territorio de ultramar de las Islas Malvinas y es reivindicada por la República Argentina, que la hace parte del departamento Islas del Atlántico Sur dentro de la provincia de Tierra del Fuego, Antártida e Islas del Atlántico Sur.

## Historia
En 1978 Wally McBeth tomó posesión de la isla Culebra e intentó asentarse allí con su esposa y sus dos hijas. Había planeado construir una pequeña pista de aterrizaje para FIGAS (el servicio aéreo de las Islas Malvinas), lo cual no se llevó a cabo. Montó sin éxito una granja de ovejas, primero en una choza y luego en una casa prefabricada.